# Рафа Наваро
Рафа Наваро (ісп. Rafael Jesús Navarro Mazuecos, нар. 23 лютого 1994, Валенсіна-де-ла-Консепсьйон) — іспанський футболіст, захисник клубу «Сошо».
Виступав, зокрема, за клуб «Реал Бетіс».

## Ігрова кар'єра
Рафа Наваро народився 23 лютого 1994 року в андалузькому містечку Валенсіна-де-ла-Консепсьйон. Вихованець футбольної школи «Севільї», але в ній не залишився, юнак подався до «КФ Коріа» (Coria Club de Fútbol), щоби спробувати свої сили в іспанській Терсері (з 2010 по 2012 рік).
Повноцінний дебют в дорослому футболі для андалузького юнака був у 2012 році, коли його запримітили конкуренти біло-червоних й переманили до Бетісу, стану зелено-білих. Виступаючи за команду «Реал Бетіс Б», він хотів потрапити до основної команди, але в тому сезоні, він взяв участь лише в одному матчі чемпіонату. 
Тому 2013 рік Наваро подався в містечко Херена, виступати за місцевий клуб «КД Херена», який відносився до системи філіалів «Бетісу». Провівши 32 гри за цю команду, він справив враження на тренерський штаб "бетікос". Наступні два сезони, 2014-2016 років, він провів майже всі у складі команд «Реал Бетіс Б», в 69 іграх записав на свій рахунок 2 забитих гола.
Своєю грою за дочірню команду привернув увагу головного ренера «Реал Бетіс», тож в 2016 році приєднався до команди задля дебюту в Ла-Лізі. Впродовж двох сезонів він провів у найвищій лізі 21 гру, забивши чергових 2 м'ячі.
На початку 2018 року тренери та очільники баскського клубу «Алавес», змінили трансферну політику, відмовившись від чисельних орендованих гравців, і зібрали під свої кольори перспективних гравців з різних клубів,серед яких виявився і Рафа Наваро. Але на передсезонних зборах він не справив враження на тренерів, тож було прийнято рішення, задля його ігрової практики та перспектив перевести до одного з партнерських клубів басків. Тому Рафа опинився в 2018 році у французькій Лізі 2, виступаючи за клуб «Сошо». Станом на 12 січня 2019 року відіграв за команду із міста Сошо 7 матчів і сподівається повернутися з нею до лав найсильніших клубів Франції.